# 丹麥廣播公司第一台
丹麥廣播公司第一台（丹麥語：DR1）是丹麥廣播公司一條於1951年開播電視頻道，為丹麥全國第一條以及歷史最為悠久的電視頻道。這條頻道主要播放新聞和時事資訊節目，並以娛樂、戲劇和文化節目為輔，而其服務對象則是全體丹麥民眾。